# 118-й меридіан східної довготи
118-й меридіан східної довготи — лінія довготи, що лежить на 118 градусів східніше Гринвіцького меридіана. Вона проходить від Північного полюса через Північний Льодовитий океан, Азію, Індійський океан, Австралазію, Південний океан та Антарктиду до Південного полюса.
118-й меридіан східної довготи формує велике коло разом із 62-гим меридіаном західної довготи.

## Список географічних об'єктів, що перетинає 118° сх. д.
Починаючи на Північному полюсі та рухаючись до Південного полюса, 118-й меридіан східної довготи проходить через:
| Координати                                                   | Країна, територія або море | Примітки |
| ------------------------------------------------------------ | -------------------------- | --- |
| 90°0′ пн. ш. 118°0′ сх. д. / 90.000° пн. ш. 118.000° сх. д.  | Північний Льодовитий океан | |
| 78°36′ пн. ш. 118°0′ сх. д. / 78.600° пн. ш. 118.000° сх. д. | Море Лаптєвих              | |
| 73°35′ пн. ш. 118°0′ сх. д. / 73.583° пн. ш. 118.000° сх. д. | Росія                      | |
| 49°36′ пн. ш. 118°0′ сх. д. / 49.600° пн. ш. 118.000° сх. д. | КНР                        | Внутрішня Монголія |
| 48°2′ пн. ш. 118°0′ сх. д. / 48.033° пн. ш. 118.000° сх. д.  | Монголія                   | |
| 46°37′ пн. ш. 118°0′ сх. д. / 46.617° пн. ш. 118.000° сх. д. | КНР                        | Внутрішня Монголія Хебей — приблизно на 17 км Внутрішня Монголія — приблизно на 4 км Хебей Проходить східніше Тяньцзіня |
| 39°13′ пн. ш. 118°0′ сх. д. / 39.217° пн. ш. 118.000° сх. д. | Жовте море                 | Бохайська затока |
| 38°11′ пн. ш. 118°0′ сх. д. / 38.183° пн. ш. 118.000° сх. д. | КНР                        | Шаньдун Цзянсу Аньхой Цзянсу Аньхой Цзянсі Фуцзянь — проходить західніше Сяменя                                         |
| 24°11′ пн. ш. 118°0′ сх. д. / 24.183° пн. ш. 118.000° сх. д. | Південнокитайське море     | Проходить східніше спірної мілини Скарборо                                                                              |
| 9°14′ пн. ш. 118°0′ сх. д. / 9.233° пн. ш. 118.000° сх. д.   | Філіппіни                  | Проходить через острів Палаван                                                                                          |
| 8°53′ пн. ш. 118°0′ сх. д. / 8.883° пн. ш. 118.000° сх. д.   | Море Сулу                  | |
| 6°3′ пн. ш. 118°0′ сх. д. / 6.050° пн. ш. 118.000° сх. д.    | Малайзія                   | Проходить через острів Калімантан Сабах                                                                                 |
| 4°13′ пн. ш. 118°0′ сх. д. / 4.217° пн. ш. 118.000° сх. д.   | Море Сулавесі              | |
| 2°24′ пн. ш. 118°0′ сх. д. / 2.400° пн. ш. 118.000° сх. д.   | Індонезія                  | Проходить через острів Калімантан Східний Калімантан                                                                    |
| 2°12′ пн. ш. 118°0′ сх. д. / 2.200° пн. ш. 118.000° сх. д.   | Море Сулавесі              | |
| 1°47′ пн. ш. 118°0′ сх. д. / 1.783° пн. ш. 118.000° сх. д.   | Індонезія                  | Проходить через острів Калімантан Східний Калімантан                                                                    |
| 0°47′ пн. ш. 118°0′ сх. д. / 0.783° пн. ш. 118.000° сх. д.   | Макасарська протока        | |
| 4°57′ пд. ш. 118°0′ сх. д. / 4.950° пд. ш. 118.000° сх. д.   | Яванське море              | Проходить повз низку острівців Індонезії                                                                                |
| 6°59′ пд. ш. 118°0′ сх. д. / 6.983° пд. ш. 118.000° сх. д.   | Флореське море             | Проходить повз низку острівців Індонезії                                                                                |
| 8°6′ пд. ш. 118°0′ сх. д. / 8.100° пд. ш. 118.000° сх. д.    | Індонезія                  | Проходить через острів Сумбава                                                                                          |
| 8°52′ пд. ш. 118°0′ сх. д. / 8.867° пд. ш. 118.000° сх. д.   | Індійський океан           | |
| 20°28′ пд. ш. 118°0′ сх. д. / 20.467° пд. ш. 118.000° сх. д. | Австралія                  | Західна Австралія |
| 35°6′ пд. ш. 118°0′ сх. д. / 35.100° пд. ш. 118.000° сх. д.  | Індійський океан           | Австралія визнає цю акваторію частиною Південного океану[1][2]                                                          |
| 60°0′ пд. ш. 118°0′ сх. д. / 60.000° пд. ш. 118.000° сх. д.  | Південний океан            | |
| 66°59′ пд. ш. 118°0′ сх. д. / 66.983° пд. ш. 118.000° сх. д. | Антарктида                 | Проходить через Австралійську антарктичну територію (претендує Австралія)                                               |